# Isoxya penizoides
Isoxya penizoides là một loài nhện trong họ Araneidae.
Loài này thuộc chi Isoxya. Isoxya penizoides được Eugène Simon miêu tả năm 1887.